# Ulrike Maisch
Ulrike Maisch née le 21 janvier 1977 à Stralsund est une marathonienne allemande.

## Palmarès
- 2002 : Championne d'Allemagne du semi-marathon
- 2006 : Championnat d'Europe à Göteborg
  -  Médaille d'or du marathon